# Electroretard
Electroretard è il tredicesimo album del gruppo statunitense Melvins, pubblicato nel 2001 dalla Man's Ruin Records. L'album presenta un esperimento di backmasking (Shit Storm), tecnica di registrazione che prevede l'incisione del pezzo al contrario. Sono presenti inoltre tre cover (Youth of America, Missing e Interstellar Overdrive) e quattro pezzi modificati di album precedenti della band.

## Formazione
- Buzz Osborne - voce, chitarra e RMS 2000
- Kevin Rutmanis - basso, cori e RMS 2000
- Dale Crover - batteria, chitarra, cori, organo e RMS 2000

## Tracce
1. Shit Storm (Melvins) - 4:06
2. Youth Of America (Sage) - 9:16
3. Gluey Porch Treatments (Osborne) - 0:47
4. Revolve (Deutrom/Osborne) - 4:20
5. Missing (The Cows) - 4:09
6. Lovely Butterflies (Melvins) - 6:02
7. Tipping The Lion (Osborne) - 3:47
8. Interstellar Overdrive (Pink Floyd) - 9:49